# Limenitis ephesa
Limenitis ephesa är en fjärilsart som beskrevs av Ménétriés 1857. Limenitis ephesa ingår i släktet Limenitis och familjen praktfjärilar. Inga underarter finns listade i Catalogue of Life.